# 保坂晴子
保坂 晴子（ほさか はるこ、2001年4月23日 - ）は、日本の陸上競技選手である。専門は中距離走、長距離走。

## 経歴
東京都出身。私立錦城学園高等学校を卒業し、日本体育大学体育学部体育学科に進学。陸上競技部に所属。
錦城学園高時代、同期の増渕祐香(名城大学進学)と競いながら力を伸ばしてきた。高2、高3で全国高校駅伝女子、高2で全国女子駅伝に出場した。また、3年次のインターハイ1500mでは決勝に進出、惜しくも入賞を逃したが増渕に次いで9位となった。
日体大では女子駅伝チームの主力となり、1年次から大学女子の2大駅伝（杜の都駅伝･2区、富士山女子駅伝･3区）に出場し、いずれも区間賞を獲得した。ライバルの増渕も2つの駅伝で同じく区間賞を獲得しており今後の2人の活躍が注目される。

## 人物
- 花王に所属する安原太陽と生年月日が同じである。

## 主な記録
| 年     | 大会                         | 種目  | 順位     | 備考            |
| ------ | ---------------------------- | ----- | -------- | --------------- |
| 2018年 | 全国高校駅伝女子             | 2区   | 区間19位 | 錦城学園19位    |
| 2019年 | 全国女子駅伝                 | 7区   | 17位     | 東京都9位       |
|        | 沖縄インターハイ             | 1500m | 9位      |                 |
|        | 全国高校駅伝女子             | 2区   | 区間14位 | 錦城学園15位    |
| 2020年 | 日本インカレ                 | 1500m | 5位      |                 |
|        | 全日本大学女子(杜の都)駅伝   | 2区   | 区間賞   | 日本体育大学3位 |
|        | 大学女子選抜(富士山女子)駅伝 | 3区   | 区間賞   | 日本体育大学7位 |
| 2021年 | 日本学生個人                 | 1500m | 2位      |                 |
|        | 日本インカレ                 | 1500m | 優勝     |                 |
|        | 日本インカレ                 | 5000m | 4位      |                 |
|        | 全日本大学女子(杜の都)駅伝   | 1区   | 区間3位  | 日本体育大学5位 |
|        | 大学女子選抜(富士山女子)駅伝 | 7区   | 区間5位  | 日本体育大学3位 |